# ریکاردو ماچیوکا
ریکاردو ماچیوکا (انگلیسی: Riccardo Maciucca؛ زادهٔ ۲۴ اکتبر ۱۹۹۶) بازیکن فوتبال است.